# زخرون طوفيا
زخرون طوفيا هو حي يقع في ساحة الفناء في مدينة القدس بفلسطين المحتلة تأسس عام 1890، فكان الحي اليهودي الثالث والعشرون الذي أنشئ خارج أسوار البلدة القديمة في القدس. يتألف الحي من صفّ من المنازل المتوازية التي تواجه بعضها البعض عبر شارع واسع يُعرف اليوم باسم شارع زخرون طوفيا. كان حي زخرون طوفيا في البداية منطقة تزدحم بالحال التجارية والورش، ولكنه أصبح حيًا سكنيًا خلال حقبة العشرينيات من القرن العشرين، وهو الآن جزءًا من منطقة نحلاؤوت.
سُمّي حي زخرون طوفيا بهذا الاسم أيضًا تكريمًا للحاخام طوفيا جيداليا فرويند راف أحد مؤسسي الحي مع كُل من ميشيل ليب كاتس تعبيرًا عن الامتنان للحاخام يوسف ريفلين المؤسس الرئيسي لهذه المدينة والعديد من أحياء القدس الأخرى.

## الموقع
يحد حي زخرون طوفيا من جهة الشمال سوق محانيه يهودا، وحي أوهيل موشيه من جهة الشرق، وحي شيفيت عهيم من جهة الجنوب، وحي نحلاؤوت صهيون من جهة الغرب.

## لمحة تاريخية

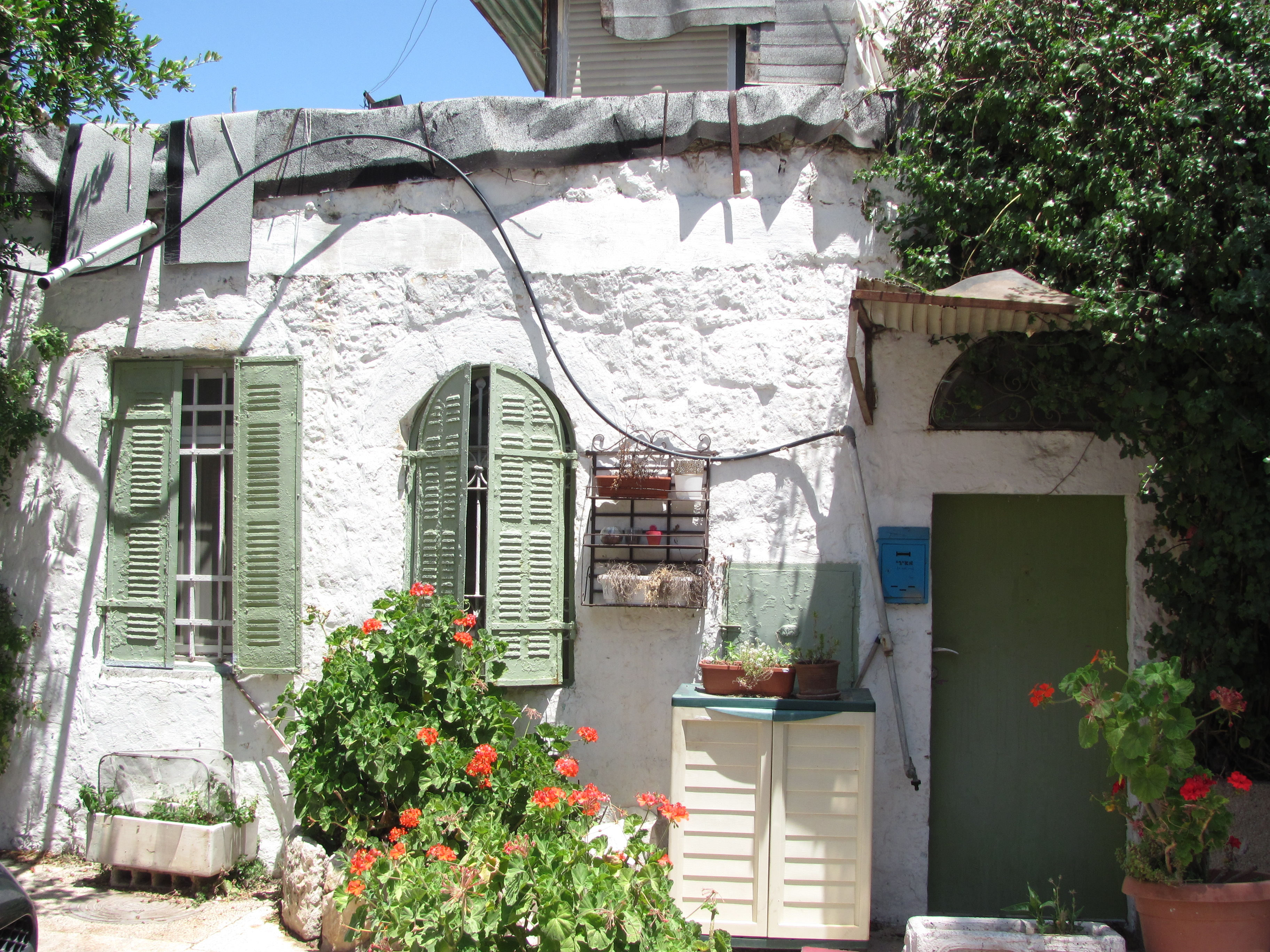
أحد المنازل في حي زخرون طوفيا

أنشئ حي زخرون طوفيا في عام 1890، وهو الحي اليهودي الثالث والعشرون الذي أقيم خارج أسوار البلدة القديمة في القدس، والحي الحادي عشر الذي أسسه يوسف ريفلين، وكان من بين المؤسسين الآخرين للحي الحاخامات نوتا تسفي هامبرجر، وديفيد بويمغارتن، وشموئيل زوكرمان، وميشيل ليب كاتز. وكان موشيه ميلتزر كانترويتز هو من قام بشراء الأرض من الفلسطينيين من سكان قرية لفتا. كانت الخطة الأولية لتأسيس الحي تعتزم إلى بناء 100 منزل، ولكن في النهاية تم الانتهاء من تشييد ما بين 30 إلى 40 منزل فقط. كان كونراد شيك هو المهندس الذي صمم الحي، والذي صممه على شكل صفين متوازيين من منازل الأسرة الواحدة التي تواجهها أفنية صغيرة بينما تلتقي مداخل المنازل التي تواجه بعضها البعض عبر مساحة واسعة. وبحلول عام 1897 كان الحي يضم 30 منزلاً. ثُم أفاد مسح أجري في عام 1916 عن وجود 92 منزلاً يسكنها 298 مقيمًا في حي زخرون طوفيا.

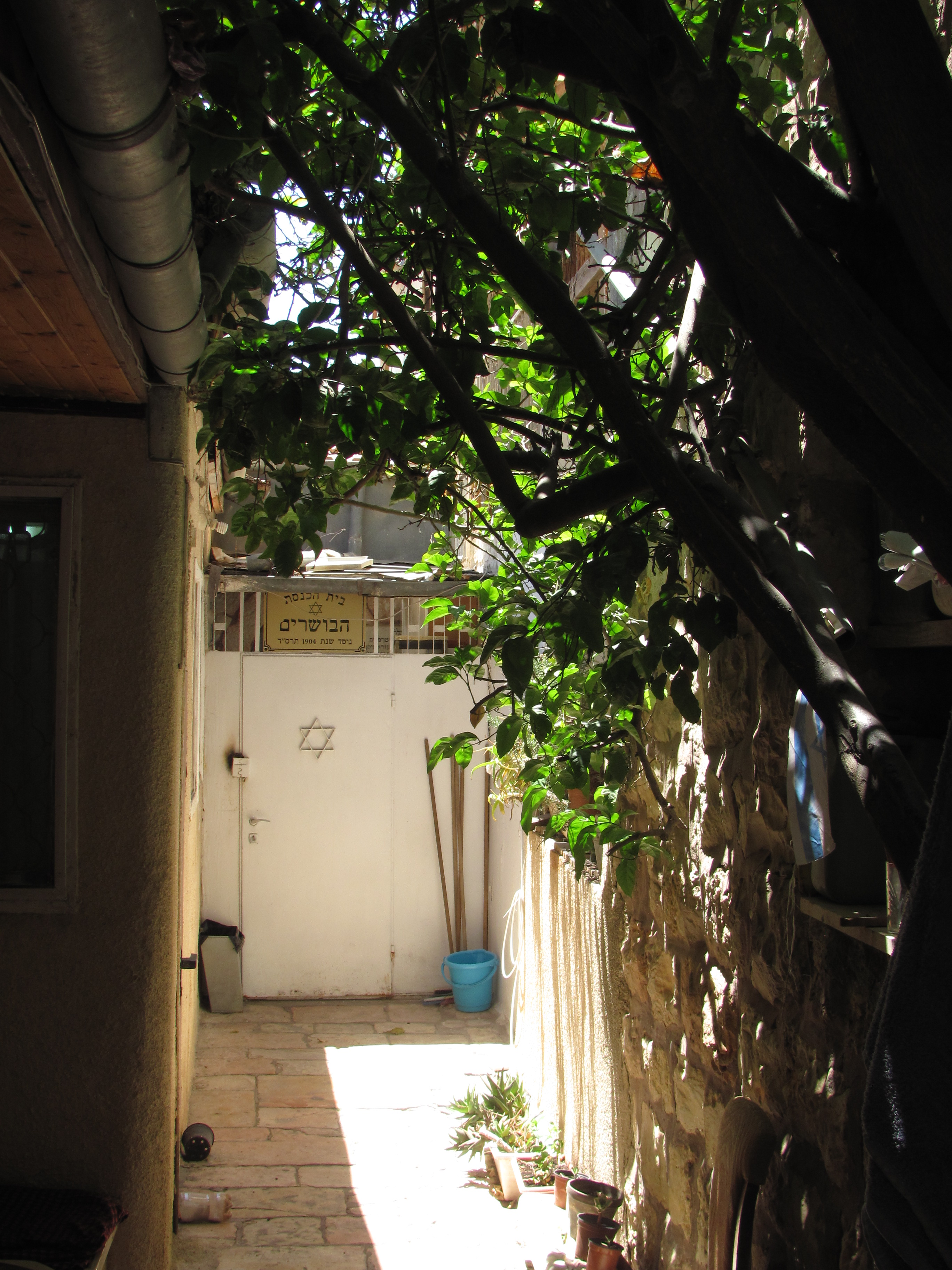
باحة كنيس بوشريم في حي زخرون طوفيا

كان حي زخرون طوفيا في سنواته الأولى موطنًا للتجار وليس للعائلات، فكانت شوارعه تعج بورش الحرفيين كالخياطين والمصلحين، وصناع الأقفال، وصناع الأحذية، والحدادين. وكانت هذه الأعمال نشطة في هذه المنطقة، بينما في الشمال في قطعة أرض فارغة بجوار حي بيت يعقوب على الطريق المتجه إلى مدينة يافا كان هُناك سوق غير منظم مفتوح للبائعين العرب ظلّ يعمل في أواخر القرن التاسع عشر وأوائل القرن العشرين، عندئذ تحولت هذا السوق إلى سوق يهودية دائمة تُعرف باسم سوق محانيه يهودا، ولكن في أواخر عشرينيات القرن العشرين، قل نشاط الأعمال التجارية في زخرون طوفيا، وأغلقت الورش في النهاية لتبدأ العائلات أن تحل محلها في شوارع الحي. واشترى كوليل رايسين، وهو يهودي هاجر من روسيا البيضاء الفناء نظير مبلغ 35 لكي يسكنه 18 شخصًا، وهي الشقق التي تستأجرها وتسكنها في الوقت الحالي عائلات الحريديم.

### التجديد

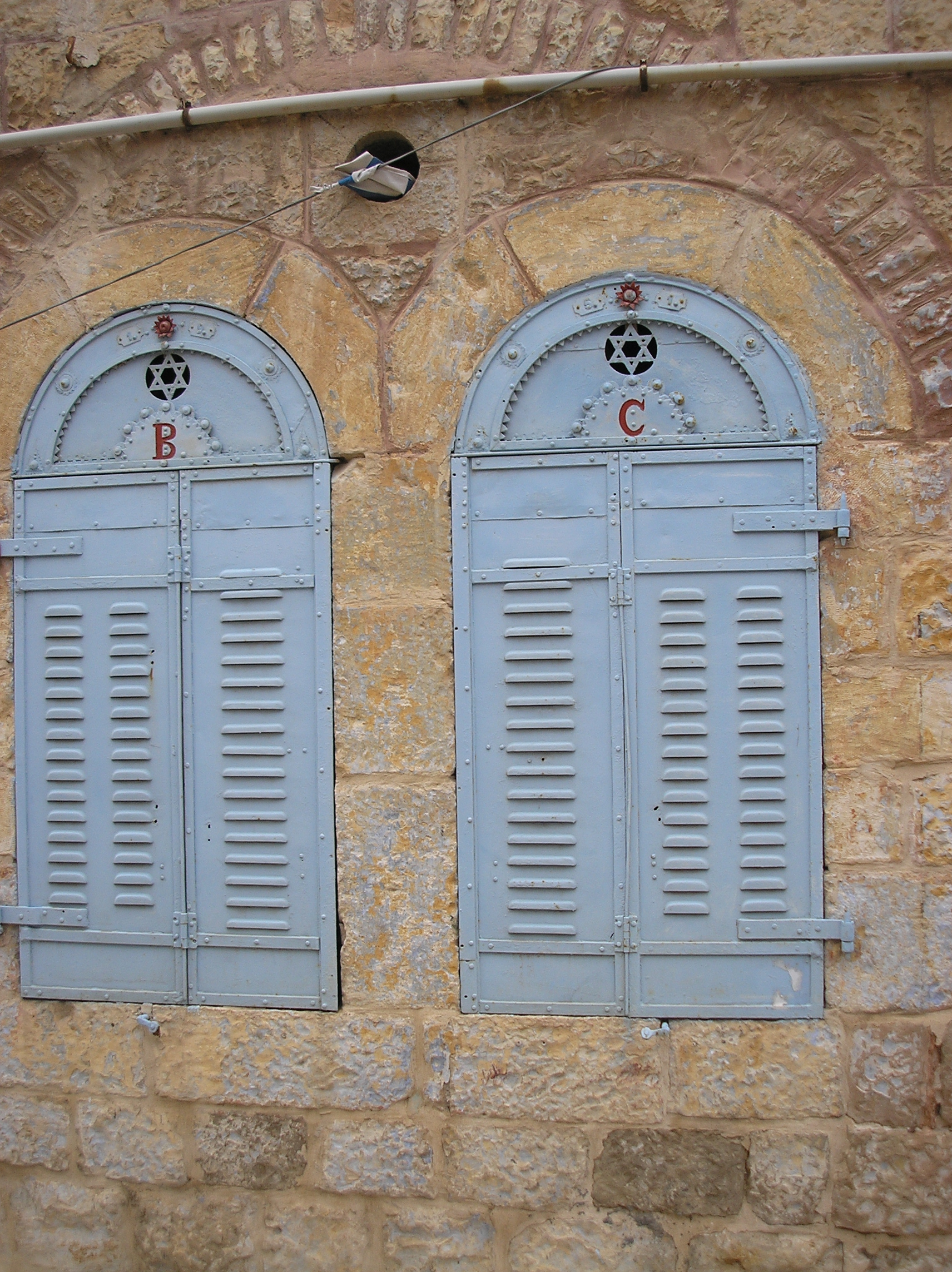
مصاريع النوافذ المطلية باللون الأزرق في شوارع حي زخرون طوفيا

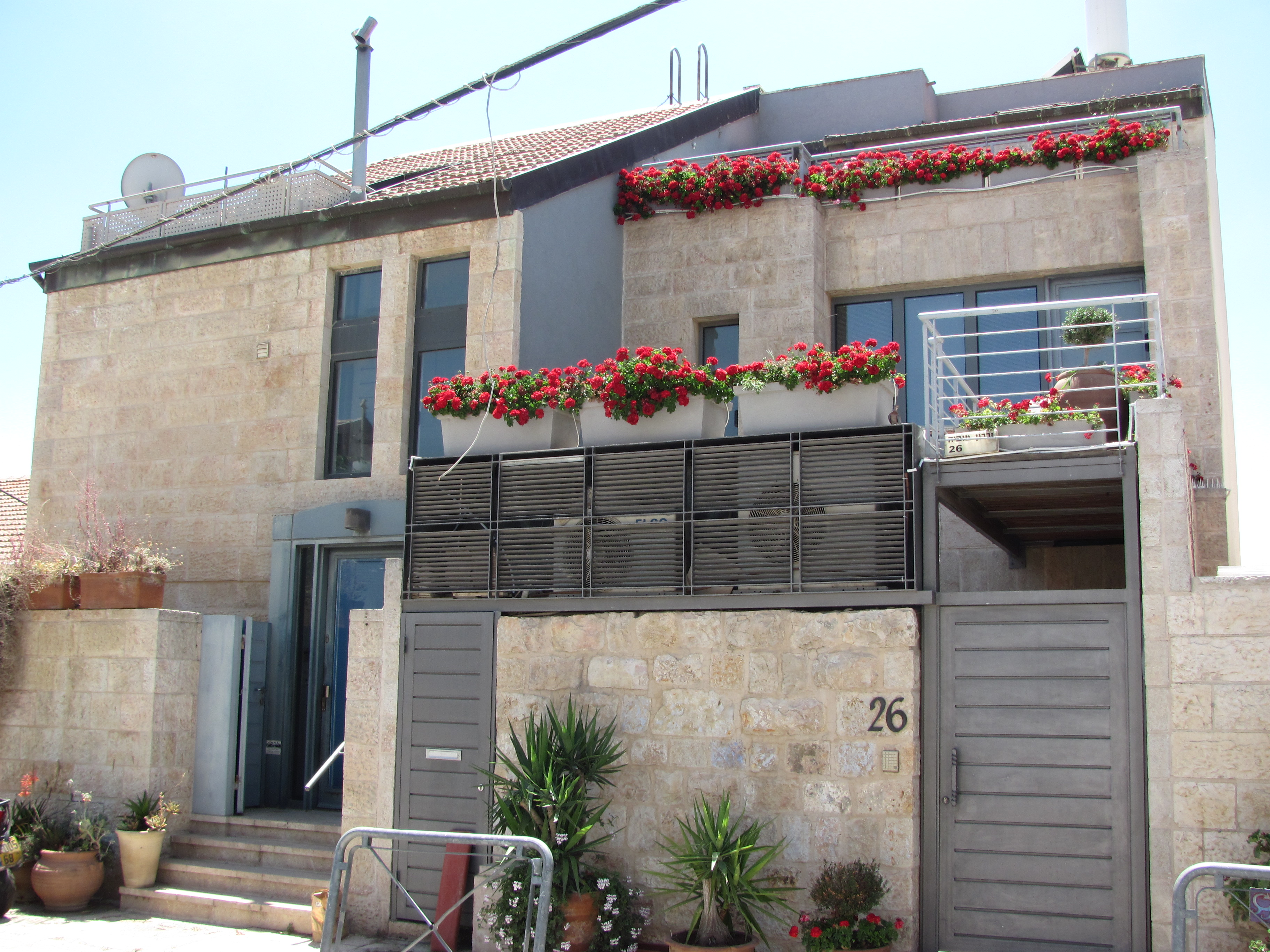
مبنى يفي نوف هاوس

صنفت بلدية القدس حي زخرون طوفيا في عام 1992 كأول حي تاريخي يخضع لعملية إعادة تأهيل بسبب حالته بالغة التدهور والإهمال. تم تعبيد الشارع وتحويله إلى ساحة انتظار، مع السماح للمركبات بالدخول والخروج من أحد أطراف الشارع فقط، كما تم أيضًا تثبيت أعمدة إنارة متطورة. بدأت عملية إعادة تصميم المنازل في ذلك الوقت والتي لا تزال مُستمرة حتى يومنا هذا. وقد شهد منزل يفي نوف رقم 26 تجديدًا ملحوظًا بعدما أعيد بناؤه في عام 2000، وتضمن أعمال التجديد بناء صرح جديد من طابقين على قاعدة المنزل الأصلي المكون من غرفة واحدة، والذي كان عرضه 5 أمتار (16 قدمًا).
كان حي زخرون طوفيا، وفقًا لمسح أجري في القدس في عام 2009، مثله مثل الأحياء التاريخية الأخرى في المنطقة والمناطق المجاورة حيث، يبلغ متوسط حجم الشقق فيها 48 مترًا مربعًا (520 قدمًا مربعًا)، وهي واحدة من أصغر الأحياء في المدينة. يحتوي الجزء الخارجي من المنازل على مجموعة متنوعة من الأبواب والنوافذ والبوابات المطلية باللون الأزرق، بالإضافة إلى حدوات الخيول المعلقة للحماية من الأعين الحاسدة.

## المؤسسات الدينية
يضمّ حي زخرون طوفيا عددًا من المباني والمؤسسات الدينية من أهمها كنيس بوشريم (رقم 12)، ويافي نوف هاوس (رقم 26)، وفناء كوليل رايسين (رقم 35). لا يزال كنيس بوشريم الذي تأسس في عام 1904 نيابة عن أوليم من بوشهر في بلاد فارس، يعمل في 12 شارع زخرون طوفيا. كانت غرفة الكنيس جزءًا من شقة راشيل بات شلومو، التي انتقلت إلى غرفة أخرى في فناء منزلها بعد التبرع بهذه المساحة. يقع تابوت التوراة في هذا الكنيس مُقابلًا لجهة الجنوب وليس الاتجاه الشرقي التقليدي.

## السكان البارزون
- الحاخام شلومو زلمان بوروش: أمين الأعمال الخيرية في اليشوف القديم.[17]